# 제스프리인터내셔날코리아
제스프리인터내셔날코리아(영어: Zespri International Korea)는 세계 50개국 이상에서 판매되는 세계 최대의 키위 과일 마케팅 업체이다. 한국지사는 서울 강남구에 위치 하였음.